# Поццилли
Поццилли (итал. Pozzilli) — коммуна в Италии, располагается в регионе Молизе, в провинции Изерния.
Население коммуны, на 01.01.2023 года, составляет 2190 человек , плотность населения составляет 63,19 чел./км². Занимает площадь 34,66 км². Почтовый индекс — 86077. Телефонный код — 0865.
Покровительницей коммуны почитается святая Анна, празднование 26 июля.

## Демография
Динамика населения:

## Администрация коммуны
- Официальный сайт: http://www.comune.pozzilli.is.it/